# Daniel T. Hindman
Daniel T. Hindman (* 22. Februar 1839 bei Oxford, Ohio; † nach 1915) war ein US-amerikanischer Politiker. Zwischen 1897 und 1899 war er Vizegouverneur des Bundesstaates South Dakota.

## Werdegang
Daniel Hindman besuchte öffentliche Schulen in Indiana und Illinois, wohin er zwischenzeitlich gezogen war. Außerdem absolvierte er eine Handelsschule. Während des Bürgerkrieges diente er in einer Infanterieeinheit aus Illinois, die zum Heer der Union gehörte. Er blieb bis 1866 beim Militär, wo er zuletzt in Texas stationiert war. Im April 1866 kehrte er nach Illinois zurück. Bis zum Frühjahr 1884 blieb er Bürger dieses Staates, dann zog er in das Dakota-Territorium, wo er im heutigen Marshall County lebte. Er wurde Finanzverwalter der Firma Britton Land & Trust Company. In den folgenden Jahren arbeitete er in der Holzbranche und im Immobiliengeschäft. Später stieg er auch in das Bankgewerbe ein und wurde Präsident der Citizens Bank. Er war auch einer der Gründer und dann Präsident der am 1. Januar 1902 ins Leben gerufenen First National Bank of Britton. Überdies besaß er auch viele Ländereien sowohl in South Dakota als auch in der Gegend von Los Angeles, wo er die Wintermonate verbrachte.
Politisch war Hindman Mitglied der Republikanischen Partei. Noch während seiner Zeit in Illinois war er sieben Jahre lang Bezirkskämmerer im Mercer County. Außerdem war er noch Schatzmeister der dortigen landwirtschaftlichen Vereinigung. Nach dem Beitritt South Dakotas zur Union war er Mitglied im Bezirksrat seiner neuen Heimat und war zwischenzeitlich für die Bundesregierung als Indianeragent tätig. 1890 wurde er in den Senat von South Dakota gewählt, wo er zwei Jahre lang verblieb. Im Jahr 1896 wurde Hindman an der Seite von Andrew E. Lee zum Vizegouverneur seines Staates gewählt. Dieses Amt bekleidete er zwischen 1897 und 1899. Dabei war er Stellvertreter des Gouverneurs und Vorsitzender des Staatssenats. Im Jahr 1900 war er Ersatzdelegierter zur Republican National Convention, auf der Präsident William McKinley zur Wiederwahl nominiert wurde. Danach zog er sich wieder aus der Politik zurück und widmete sich wieder seinen geschäftlichen Interessen. Sein Sterbedatum und Sterbeort  sind nicht überliefert. Laut einer im Jahr 1915 verfassten Biographie war er zu diesem Zeitpunkt noch am Leben und noch immer in vielen Bereichen geschäftlich aktiv. Damals war er immer noch Präsident der First National Bank of Britton.